# Патрік Кауделл
Патрік Кауделл  (англ. Patrick Cowdell, 18 серпня 1953) — британський боксер, олімпійський медаліст, призер чемпіонату Європи.

## Аматорська кар'єра
На Іграх Співдружності 1974 переміг чотирьох суперників і завоював золоту медаль.
На чемпіонаті Європи 1975 завоював бронзову медаль.
- В 1/8 фіналу переміг Рудольфа Підлуцького (Чехословаччина) — TKO 3
- У чвертьфіналі переміг Романа Готфрида (Польща) — 4-1
- У півфіналі програв Братиславу Рістичу (Югославія) — 0-5

На Олімпійських іграх 1976 завоював бронзову медаль.
- В 1/16 фіналу переміг Лешека Борковського (Польща) — 5-0
- В 1/8 фіналу переміг Алехандро Сілва (Пуерто-Рико) — 5-0
- У чвертьфіналі переміг Рея Форталеза (Філіппіни) — 4-1
- У півфіналі програв Ку Єн Джу (Північна Корея) — 1-4

## Професіональна кар'єра
На профірингу дебютував у липні 1977 року. 1979 року завоював титул чемпіона Великої Британії за версією BBBofC у напівлегкій вазі.
12 грудня 1981 року вийшов на бій проти чемпіона WBC у напівлегкій вазі Сальвадора Санчеса (Мексика) і програв одностайним рішенням.
12 жовтня 1985 року зустрівся в бою з чемпіоном WBC у напівлегкій вазі Азумой Нельсоном (Гана) і програв нокаутом в першому раунді.